# Comuna Racșa, Satu Mare
Racșa (în maghiară Ráksa) este o comună în județul Satu Mare, Transilvania, România, formată din satele Racșa (reședința) și Racșa-Vii.
Comuna a fost înființată în primăvara anului 2010 prin separarea celor două sate de comuna Orașu Nou.
Localitatea Racșa este atestată documentar din 1493, sub denumirea Rákos. A fost amintită în diplomele maghiare, între anii 1490 - 1520, datorită scrisorii regelui Ștefan al Ungariei.
În anul 1844 existau în Racșa 131 de familii. O altă statistică făcută in anul 1849 arăta faptul că existau 1084 de suflete: 257 bărbați, 307 femei, 215 băieți și 305 fete. 

## Demografie
Componența etnică a comunei Racșa
     Români (93,8%)
     Romi (3,02%)
     Alte etnii (0%)
     Necunoscută (3,18%)
Componența confesională a comunei Racșa
     Ortodocși (86,33%)
     Penticostali (5,18%)
     Martori ai lui Iehova (3,8%)
     Alte religii (1,44%)
     Necunoscută (3,25%)
Conform recensământului efectuat în 2021, populația comunei Racșa se ridică la 3.050 de locuitori, în scădere față de recensământul anterior din 2011, când fuseseră înregistrați 3.052 de locuitori. Majoritatea locuitorilor sunt români (93,8%), cu o minoritate de romi (3,02%), iar pentru 3,18% nu se cunoaște apartenența etnică. Din punct de vedere confesional, majoritatea locuitorilor sunt ortodocși (86,33%), cu minorități de penticostali (5,18%) și martori ai lui Iehova (3,8%), iar pentru 3,25% nu se cunoaște apartenența confesională.

## Politică și administrație
Comuna Racșa este administrată de un primar și un consiliu local compus din 11 consilieri. Primarul, Toma Betea[*], de la Partidul Social Democrat, este în funcție din 2010. Începând cu alegerile locale din 2024, consiliul local are următoarea componență pe partide politice:
|  | Partid                          | Consilieri | Componența Consiliului | Componența Consiliului | Componența Consiliului | Componența Consiliului | Componența Consiliului | Componența Consiliului |
|  | ------------------------------- | ---------- | ---------------------- | ---------------------- | ---------------------- | ---------------------- | ---------------------- | ---------------------- |
|  | Partidul Social Democrat        | 6          |                        |                        |                        |                        |                        |                        |
|  | Alianța pentru Unirea Românilor | 4          |                        |                        |                        |                        |                        |                        |
|  | Uniunea Salvați România         | 1          |                        |                        |                        |                        |                        |                        |